# Municipio Waldo Ballivián
Das Municipio Waldo Ballivián liegt im Departamento La Paz im südamerikanischen Anden-Staat Bolivien.

## Lage im Nahraum
Das Municipio Waldo Ballivián ist eines von acht Municipios der Provinz Pacajes und liegt im nordöstlichen Teil der Provinz. Es grenzt im Westen und Süden an das Municipio Coro Coro und im Osten und Norden an die Provinz Aroma.
Das Municipio umfasst sechs Ortschaften (localidades), der zentrale Ort des Municipios ist Tumarapi mit 2026 Einwohnern im nordöstlichen Teil des Municipios. (2012)

## Geographie
Das Municipio Waldo Ballivián liegt auf einer mittleren Höhe von 4000 m südlich des Titicacasees zwischen den Gebirgsketten der Cordillera Oriental und der Cordillera Central im andinen Trockenklima des Altiplano. Die Region weist ein ausgeprägtes Tageszeitenklima auf, bei dem die mittleren Temperaturschwankungen im Tagesverlauf deutlicher ausfallen als im Verlauf der Jahreszeiten.
Die mittlere Jahrestemperatur beträgt 7 °C, die Monatswerte schwanken nur unwesentlich zwischen 4 °C im Juli und 8,5 °C im Dezember (siehe Klimadiagramm Comanche). Der durchschnittliche Jahresniederschlag beträgt etwa 560 mm, die Monatsniederschläge liegen zwischen unter 10 mm in den Monaten Mai bis August und knapp über 100 mm im Januar und Februar.

## Bevölkerung
Die Einwohnerzahl des Municipio Waldo Ballivián ist zwischen 1992 und 2024 auf das Dreifache angestiegen:
| Jahr | Einwohner | Quelle       |
| ---- | --------- | ------------ |
| 1992 | 1336      | Volkszählung |
| 2001 | 1657      | Volkszählung |
| 2012 | 5069      | Volkszählung |
| 2024 | 6557      | Volkszählung |

Das Municipio hat eine Fläche von 122 km² und bei der Volkszählung 2024 eine Bevölkerungsdichte von 53,7 Einwohnern/km. Die Lebenserwartung der Neugeborenen lag im Jahr 2001 bei 55,5 Jahren, die Säuglingssterblichkeit ist von 8,9 Prozent (1992) auf 9,2 Prozent im Jahr 2001 gestiegen.
Der Alphabetisierungsgrad bei den über 19-Jährigen beträgt 87,9 Prozent, und zwar 96,1 Prozent bei Männern und 79,7 Prozent bei Frauen. (2001)
80,2 Prozent der Bevölkerung sprechen Spanisch, 95,9 Prozent sprechen Aymara, und 0,1 Prozent Quechua. (2001)
97,7 Prozent der Bevölkerung haben keinen Zugang zu Elektrizität, 86,2 Prozent leben ohne sanitäre Einrichtung. (2001)
62,2 Prozent der insgesamt 558 Haushalte besitzen ein Radio, 3,0 Prozent einen Fernseher, 44,3 Prozent ein Fahrrad, 0,5 Prozent ein Motorrad, 1,1 Prozent ein Auto, 0 Prozent einen Kühlschrank und 0 Prozent ein Telefon. (2001)

## Politik
Ergebnis der Regionalwahlen (concejales del municipio) vom 4. April 2010:
| Wahl- berechtigte |  | Wahl- beteiligung | gültige Stimmen |  | MAS-IPSP |
| ----------------- |  | ----------------- | --------------- |  | -------- |
| 822               |  | 738               | 211             |  | 211      |
|                   |  | 89,8 %            | 28,6 %          |  | 100,0 %  |

Ergebnis der Regionalwahlen (elecciones de autoridades políticas) vom 7. März 2021:
| Wahl- berechtigte |  | Wahl- beteiligung | gültige Stimmen |  | MAS-IPSP | J.A.LLALLA.L.P. | MTS     | PBCSP  | PDC    | SOL.BO |
| ----------------- |  | ----------------- | --------------- |  | -------- | --------------- | ------- | ------ | ------ | ------ |
| 1.200             |  | 1.084             | 955             |  | 529      | 196             | 190     | 11     | 8      | 5      |
|                   |  | 90,33 %           | 88,10 %         |  | 55,39 %  | 20,52 %         | 19,90 % | 1,15 % | 0,84 % | 0,52 % |

## Gliederung
Das Municipio ist nicht weiter in Kantone (cantones) untergliedert und umfasste bei der Volkszählung von 2012 die folgenden Ortschaften:

## Ortschaften im Municipio Waldo Ballivián
- Tumarapi 2026 Einw. – Taypuma Centro 911 Einw. – Poke 831 Einw. – Viloco 606 Einw. – Viluyo 542 Einw. – Mallku Originario Taypuma Centro 153 Einw.